# Hamilton Gardens

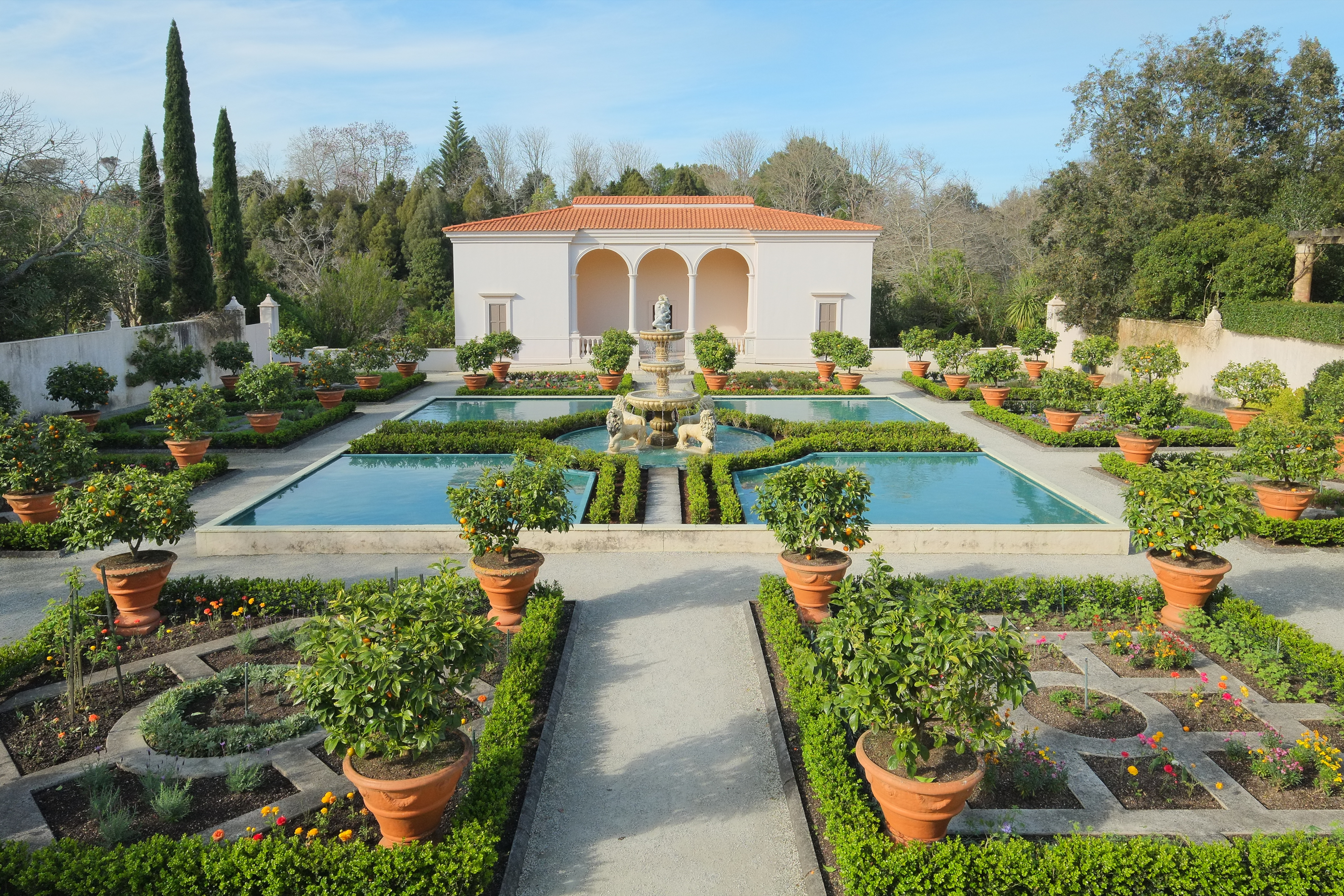
Renaissance Garten in Hamilton Gardens

Die Hamilton Gardens sind eine öffentliche Park- und Gartenanlage im Süden der neuseeländischen Stadt Hamilton. Die international ausgezeichnete Anlage ist eine der touristischen Hauptattraktionen der Waikato-Region.

## Lage, Gestalt und Funktion
Das dem Stadtrat von Hamilton unterstehende und von diesem verwaltete 54 Hektar große Parkareal wird südlich und westlich durch den Waikato Fluss begrenzt, im Norden liegt der State Highway 1, im Osten ein alter städtischer Friedhof.
Der Park besteht aus einigen großen landschaftsparkartigen Freiflächen sowie einer Reihe in sich geschlossener Gartenanlagen, einem See, einem Kongress- und Veranstaltungszentrum sowie einem großen Kinderspielplatz mit Freilichtbühne für Kindertheater. Von den Besucherzahlen (ca. 1 Million Menschen pro Jahr) gehören die Hamilton Gardens zu den beliebtesten Besucherattraktionen der Waikato-Region. Vor allem die großen Rasenflächen werden zumeist während der Sommermonate für Großveranstaltungen wie Freiluftkonzerte und Theateraufführungen genutzt.

## Geschichte, Themengruppen, Konzept
Die Entwicklung der Hamilton Gardens begann in den frühen 1960er Jahren, als die damalige Mülldeponie der Stadt, auf dessen ehemaligem Gelände sich wichtige Teile der Gardens befinden, schrittweise renaturiert wurde. Naturbelassene Areale wie das Bussaco Woodland sind bis heute wichtige Bestandteile der Parkanlage. Der Rogers Rose Garden, wurde 1971 eröffnet, was einen Autobahnausbau auf dem Gelände verhinderte. Seit 1982 wurden viele neu angelegte Gartenanlagen der Öffentlichkeit zugänglich gemacht. Seitdem verfügen die Hamilton Gardens über 21, in Größe und Ausstattung sehr unterschiedliche Gartenteile, die in verschiedene thematische Gruppen aufgeteilt sind und die insgesamt die Entwicklung wichtiger globaler Garten- und Landschaftsgestaltung exemplarisch präsentieren sollen. Die Einteilung in Themengruppen gliedert sich in:
Paradise Garden Collection (Paradiesgärten),
Cultivar Garden Collection (Zier- und Lehrgärten)
Productive Garden Collection (Nutzgärten)
Landscape Garden Collection (Landschaftsgärten)
Fantasy Garden Collection (Fantastische Gärten)
Die Hamilton Gardens ermöglichen es Menschen aus der Region, die aus finanziellen oder gesundheitlichen Gründen keine Fernreisen unternehmen können oder sich einen ersten Eindruck von überseeischen Gartenkulturen verschaffen möchten, eine Vielfalt von internationalen Gartenstilen aus erster Hand zu erleben. Internationalen und neuseeländischen Touristen wird mit dem Te Parapara Māori Garden das einer vor-kolonialen Māori-Siedlung nachempfundene Ensemble aus Gärten und Lebensmittelspeichern anschaulich gemacht. Das mit geschnitzten Palisaden umstandene Areal basiert auf der traditionellen Garten- und Schnitzkunst des am Waikato Fluss ansässigen Ngāti Wairere Stammes. Auch der Katherine Mansfield Garden erinnert an neuseeländische Kulturgeschichte und zeigt die an englischen Vorbildern orientierte koloniale neuseeländische Gartengestaltung um 1900.
Teile der Lehr- und Nutzgärten der Hamilton Gardens werden auch von dem Waikato Institute of Technology, einer Hamiltoner Fachhochschule, und lokalen Organisationen zu Unterrichtszwecken genutzt. Verschiedene wohlhabende Einzelpersonen, darunter Mitglieder mehrerer Hamiltoner Bürgermeisterfamilien und gemeinnütziger Organisationen haben Sektionen der Gardens als Sponsoren (mit-)angelegt und finanziert.
Zu den besonders aufwändig gestalteten Teilen der Hamilton Gardens zählen der von dem Universitätsphilosophen Edwin Hung konzipierte Chinese Scholars Garden (Chinesischer Gelehrtengarten) sowie der Italian Renaissance Garden (Italienischer Renaissance Garten) und der Indische Char Bagh Garden, der einen islamischen Garten aus der Zeit der Mogul Dynastie nachbildet.
Als Teil der Fantasy Garden Collection gibt es einen Surrealist Garden (Surrealismus Garten) mit hydraulisch bewegten Pflanzen-Skulpturen sowie den Picturesque Garden, der sich an den englischen Landschaftsparks in der Tradition von Stowe und dem Wörlitzer Gartenreich orientiert. Dieser von Hamiltoner Freimaurern gestiftete Gartenteil ist mit Skulpturen der Bildhauerin Anneke Bester bestückt, die Szenen und Charaktere aus Mozarts Oper Die Zauberflöte veranschaulichen. Neben einer künstlichen Ruine und einer dreigestaffelten Toreinfahrt mit deutschsprachigen Inschriften gibt es auch einen kleinen, den Waikato-Fluss überblickenden Weisheitstempel, der als Deckenbemalung eine Reproduktion von Karl Friedrich Schinkels Bühnenbild zur Zauberflöte zeigt.